# Mała Wieś (Płock)
Pour les articles homonymes, voir Mała Wieś.
Mała Wieś (prononciation : [ˈmawa ˈvjɛɕ]) est un village polonais de la gmina de Mała Wieś dans le powiat de Płock de la voïvodie de Mazovie dans le centre-est de la Pologne.
Le village est le siège administratif (chef-lieu) de la gmina appelée gmina de Mała Wieś.
Il se situe à environ 30 kilomètres à l'est de Płock (siège du powiat) et à 67 kilomètres au nord-ouest de Varsovie (capitale de la Pologne).
Le village compte approximativement une population de 1 342 habitants en 2013.

## Histoire
De 1975 à 1998, le village appartenait administrativement à la voïvodie de Płock.